# The Mamas & the Papas (album)
| Recensione                        | Giudizio    |
| --------------------------------- | ----------- |
| AllMusic                          | [ 2 ]       |
| The New Rolling Stone Album Guide | [ 3 ]       |
| Sputnikmusic                      | 3.7 (Great) |
| Dizionario del Pop-Rock           | [ 5 ]       |
| 24.000 dischi                     | [ 6 ]       |

The Mamas & the Papas è il secondo album in studio del gruppo statunitense dei The Mamas & the Papas, pubblicato nel settembre 1966.

## Accoglienza
Quattro brani inclusi in quest'album e pubblicati in formato singolo entrarono nella classifica Billboard Hot 100: I Saw Her Again (quinto posto in data 30 luglio 1966), Words of Love (quinto posto raggiunto il 21 gennaio 1967), Dancing in the Street (al settantatreesimo posto il 14 gennaio 1967) e Dancing Bear (cinquantunesimo posto il 6 gennaio 1968).

## Tracce
Lato A
1. No Salt on Her Tail – 2:35 (John Phillips) – Registrato (circa) aprile e 23-24 agosto del 1966 al Honest John Studios, Bel-Air, Los Angeles (California)
2. Trip, Stumble & Fall – 2:35 (John Phillips, Michelle Gilliam) – Registrato il 5 luglio 1966 al Honest John Studios, Bel-Air, Los Angeles (California)
3. Dancing Bear – 4:08 (John Phillips) – Registrato 8 e 27 luglio 1966 al Honest John Studios, Bel-Air, Los Angeles (California)
4. Words of Love – 2:13 (John Phillips) – Registrato il 26 aprile 1966 al Honest John Studios, Bel-Air, Los Angeles (California)
5. My Heart Stood Still – 1:43 (Lorenz Hart, Richard Rodgers) – Registrato il 23 e 24 agosto 1966 al Honest John Studios, Bel-Air, Los Angeles (California)
6. Dancing in the Street – 3:00 (Marvin Gaye, William Stevenson) – Registrato il 25 aprile 1966 al Honest John Studios, Bel-Air, Los Angeles (California)

Lato B
1. I Saw Her Again – 2:50 (John Phillips, Denny Doherty) – Registrato il 26 aprile 1966 al Honest John Studios, Bel-Air, Los Angeles (California)
2. Strange Young Girls – 2:45 (John Phillips) – Registrato il 23 agosto 1966 al Honest John Studios, Bel-Air, Los Angeles (California)
3. I Can't Wait – 2:40 (John Phillips) – Registrato il 6 luglio 1966 al Honest John Studios, Bel-Air, Los Angeles (California)
4. Even If I Could – 2:40 (John Phillips) – Registrato il 25 aprile e 15 luglio 1966 al Honest John Studios, Bel-Air, Los Angeles (California)
5. That Kind of Girl – 2:20 (John Phillips) – Registrato il 23 agosto 1966 al Honest John Studios, Bel-Air, Los Angeles (California)
6. Once Was a Time I Thought – 0:58 (John Phillips) – Registrato il 28 aprile 1966 al Honest John Studios, Bel-Air, Los Angeles (California)

## Formazione
- John Phillips - voce, chitarra
- Denny Doherty - voce
- Cass Elliot - voce
- Michelle Phillips - voce (eccetto nei brani: Trip, Stumble & Fall, Dancing Bear, I Can't Wait e parte di Even If I Could)
- Jill Gibson - voce (brani: Trip, Stumble & Fall, Dancing Bear, I Can't Wait e parte di Even If I Could)

Musicisti aggiunti
- Doctor Eric Hord - chitarra
- Tommy Tedesco - chitarra
- Peter Palafain - violino elettrico
- Larry Knechtel - organo, pianoforte
- Joe Osborn - basso
- Hal Blaine - batteria[10]

Note aggiuntive
- Lou Adler - produttore
- Registrazioni effettuate al Honest John Studios di Los Angeles (California)[10]
- Bones Howe - ingegnere delle registrazioni
- Bowen David e Henry Lewy - assistenti ingegnere delle registrazioni
- George Whiteman - artwork
- Guy Webster - fotografie (copertina frontale e interno copertina album)
- Andy Wickham - note retrocopertina album[11]